# Spleißstelle
Eine Spleiß-Stelle (englisch splice site) stellt beim Spleißen die Grenzen der Exons und Introns dar. Ihre Sequenz ist nur teilweise konserviert, was eine Voraussage der Exons nur anhand der DNA-Sequenz erschwert und eine Herausforderung in der Bioinformatik darstellt. 

## Eigenschaften
Spleiß-Stellen werden durch das Spliceosom spezifisch erkannt und herausgespleißt. In jedem Intron finden sich drei Sequenzbereiche, die für die Prozessierung durch das Spliceosom wichtig sind: 
1. Die 5' splice site
2. Der Poly-Pyrimidin-Trakt mit dem Branch-Point Adenosin
3. Die 3' splice site

Ein Standard Intron beginnt an der 5' splice site meist mit GU und endet an der 3' splice site meist auf AG, hierbei ist die Betrachtung auf der RNA Ebene. Es kommen jedoch Abweichungen von dieser Sequenz vor. Insbesondere bei Introns, die durch das so genannte Minor-Spliceosom bearbeitet werden, tritt die Sequenz 5' AU – AC 3' auf, weshalb sie auch als AUAC-Introns bezeichnet werden.
Wirbeltiere besitzen in der 5' splice site die Konsensussequenz AGGUAAGU, sowie als 3' splice site einen Poly-Pyrimidin-Trakt (10 U oder C, gefolgt von einer beliebigen Base und C) sowie ein endständiges AG. Im Intron liegt die branch site etwa 20 bis 50 Nukleotide oberhalb der 3' splice site, welche in Hefen meistens die Sequenz UACUAAC ist (in Vertebraten gibt es mehrere Varianten).